# Antigeen

Een antistof die bindt aan een antigeen

Een antigeen (Engels: antigen, afk. van antibody generator) is een molecuul dat zich bevindt aan het oppervlak van een pathogeen (een virus of bacterie). Antigenen zijn specifiek voor iedere soort bacterie en virus. Bij een infectie door een pathogeen herkent het afweersysteem van de geïnfecteerde gastheer de  pathogeen aan de hand van de soortspecifieke antigeen. Vervolgens maakt het afweersysteem de antistof aan die de pathogeen zal gaan bestrijden.
Virussen of bacteriën kunnen op deze manier herkend worden als lichaamsvreemd, waarna een afweerreactie op gang komt en genezing bereikt kan worden. Als het binnendringende molecuul geen kwaad kan is een afweerreactie ongewenst. Dit is bijvoorbeeld het geval bij allergische reacties, waarbij de afweerreactie soms zelfs dodelijk kan zijn (zoals bij een wespensteek). Ook bij orgaantransplantaties en bloedtransfusies kunnen de antigenen op het orgaan of op de rode bloedcellen zorgen voor een afweerreactie, waarna vaak een levensgevaarlijke afstoting of afbraak ontstaat.
Bij een auto-immuunziekte kan het lichaam ook afweerreacties geven tegen lichaamseigen antigenen (antigenen die op eigen weefsels, organen en cellen voorkomen).
Een antigeen kan alleen een reactie van het afweersysteem opwekken als het of zelf voldoende groot is of als het door binding aan een ander molecuul, bijvoorbeeld een eiwit, groot genoeg wordt om een antistof-reactie op te wekken. Een dergelijk bindend molecuul heet een hapteen.
Cellen in het dierlijk lichaam bevatten een groot aantal stoffen en uitstekende molecuuluiteinden op de buitenkant van hun membraan die als antigenen kunnen fungeren. Bekend zijn onder andere de bloedgroepantigenen, maar er zijn er nog vele andere. Deze antigenen zijn er de oorzaak van dat transplantaties niet tussen iedere donor en ontvanger mogelijk zijn: als geen bijzondere voorzorgen worden getroffen zal een nieuwe cel van een ander vrijwel altijd worden herkend als lichaamsvreemd.